# Buck Sanders
Buck Henry Sanders (Mississippi, 1971) è un compositore statunitense.
Cresciuto in Carolina del Sud, Buck Sanders si trasferì a Los Angeles nel 1989 per seguire la sua carriera da musicista. Incontrato Marco Beltrami divenne suo assistente nel 1997, collaborando nella realizzazione di numerose colonne sonore, tra cui quella di The Hurt Locker per cui ebbero una nomination all'Oscar alla migliore colonna sonora nel 2010.